# Konstantinův oblouk
Konstantinův oblouk neboli Konstantinův vítězný oblouk (italsky Arco di Costantino) je historická památka v Římě. Stojí v blízkosti Kolosea na začátku Via Sacra, kde v dobách starověkého Říma tradičně začínaly slavnostní pochody vítězného velitele při triumfu. Dal jej vystavět římský senát po vítězství císaře Konstantina nad Maxentiem v bitvě u Milvijského mostu v roce 312 n. l. Jedná se o stavbu z bílého mramoru s třemi průchody. Na jeho architektonickou výzdobu byly použity prvky ze starších památek – např. z vítězného oblouku císaře Tita. Oblouk je 21 m vysoký, 25,9 m široký a 7,4 m hluboký. Prostřední ze tří oblouků je vysoký 11,5 m a široký  6,5 m, každý z postranních je 7,4 m vysoký a 3,4 m široký.

## Galerie

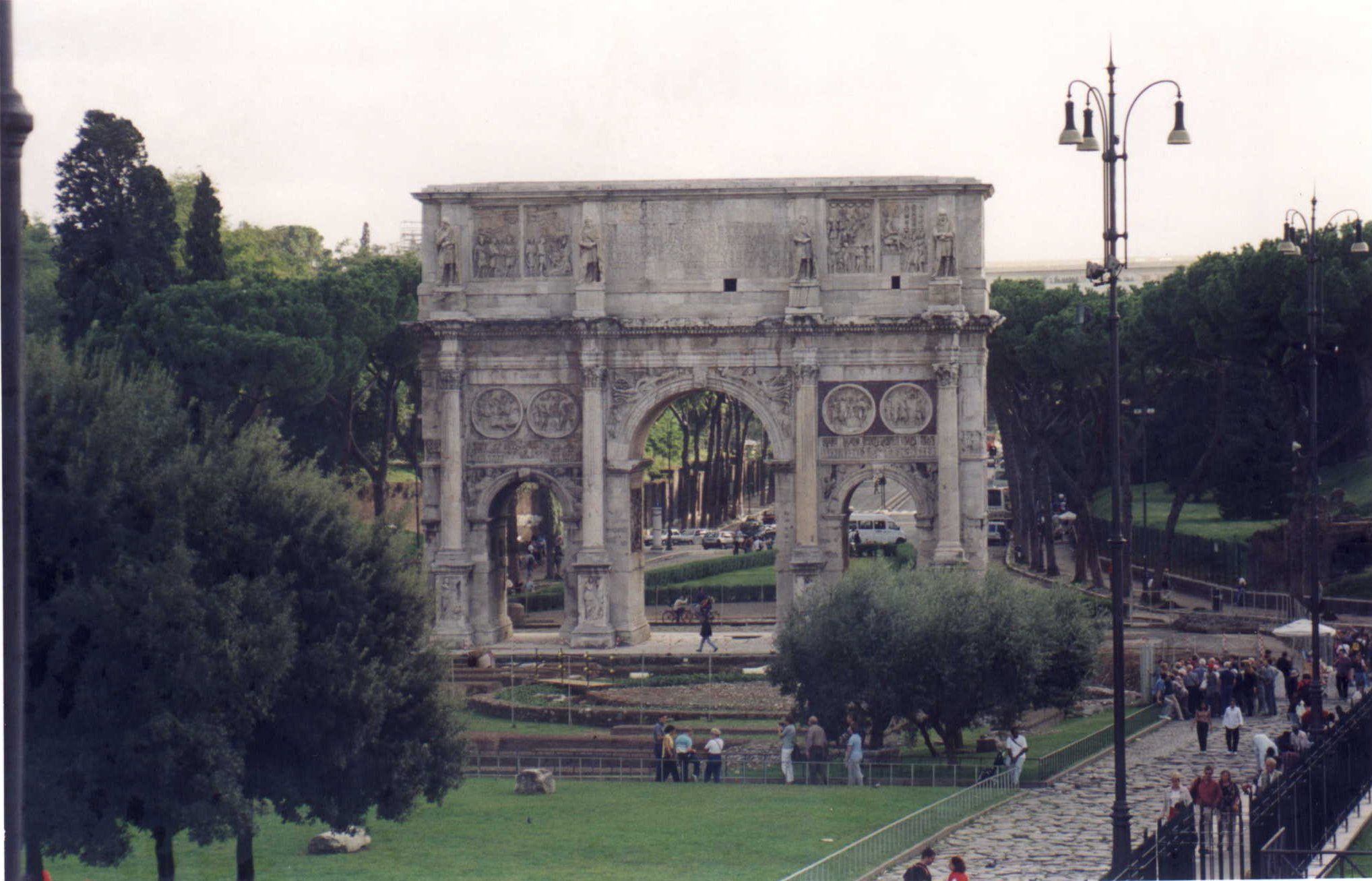
Konstantinův vítězný oblouk
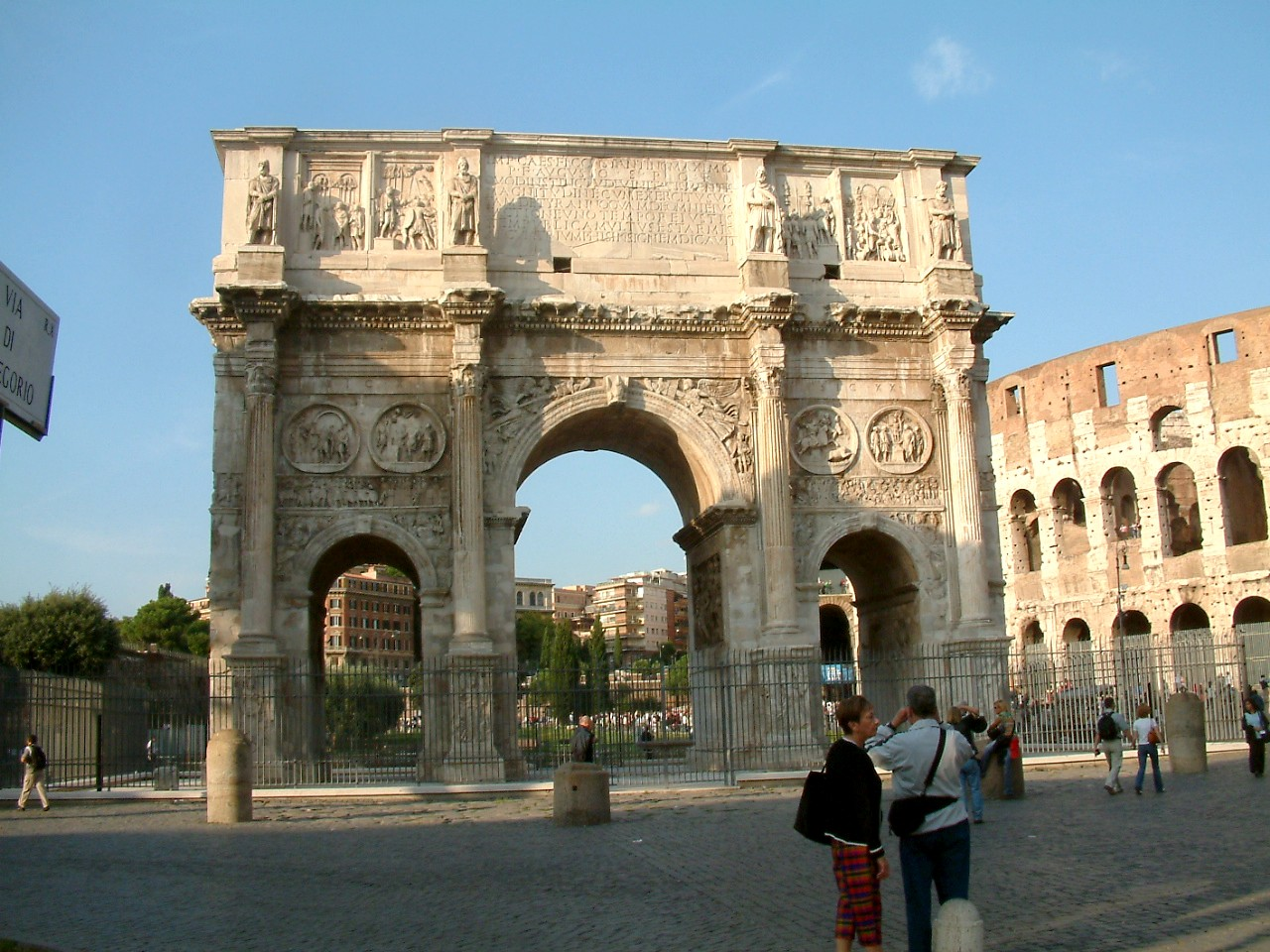
Konstantinův oblouk a Koloseum